# Tresinaro Basket Scandiano
La Tresinaro Basket Scandiano è stata una società di pallacanestro femminile di Scandiano.
Sponsorizzata dalla Careca, ha disputato due campionati Serie A2 all'inizio degli anni duemila, prima di rinunciare alla categoria.

## Storia
La Tresinaro sponsorizzata Careca giunse in tre anni dalla Serie C alla Serie A2 guidata da Gigi Piatti.
Nel 2001-02 è giunta nona nel Girone A di Serie A2 e ha preso parte alla Poule Retrocessione. Nello stesso anno è uscita ai quarti di finale della Coppa Italia di Serie A2 contro il Napoli Basket Vomero. A fine stagione, Debora Del Bello prese parte all'All-Star Game di A2.
Nel 2002-03, la Careca Scandiano ha come obiettivo la salvezza. Viene affidata all'allenatore Gigi Piatti, ha come basi le confermate Rossi, Soggia, Dal Corso e Knopp e le nuove Orlandini, Strada, Urlando, Piccinini e Petrucci. A fine stagione, è giunta tredicesima nel Girone Nord e si è salvata ai play-out. Successivamente ha rinunciato all'iscrizione e al suo posto è stato ripescato il San Bonifacio.
È ripartita dalla Serie B, per poi venir sostituita dall'Aurora Basket Scandiano.